# جعفر درويش
جعفر درويش (12 سبتمبر 1985) لاعب كرة قدم بحريني يلعب حاليا لصالح نادي الدرجة الأولى المالكية البحريني في مركز الوسط المهاجم من 2003 كما يجيد اللعب في مركزي الجناح الأيمن والجناح الأيسر.